# The Simpsons Uncensored Family Album
The Simpsons Uncensored Family Album (letterlijk vertaald: “De Simpsons ongecensureerde familiealbum”) (ISBN 0-06-096582-7) is een boek geschreven door Matt Groening naar aanleiding van de animatieserie The Simpsons.

## Inhoud
Het boek is zogenaamd een familiealbum van de familie Simpson, en is zo opgezet dat de inhoud aansluit op gebeurtenissen uit de serie. Verder staan er dingen in die voor de serie hebben plaatsgevonden zoals de geboorte van Bart Simpson. Ook staan er in het boek de stambomen van de Simpsons en de Bouviers (de familie van Marge Simpson). De mate waarin deze stambomen kloppen met de serie is niet bekend.
De Simpson stamboom is te vinden in de binnenkant van de voorcover, terwijl de Bouvier stamboom op de binnenkant van de achtercover staat. Een interessant feit is dat Montgomery Burns ook in de stamboom staat als Abraham Simpson's vierde aangetrouwde neef. Verder suggereert de stamboom dat Homer zowel Scandinavische als Indiaanse voorouders heeft, en dat Marge afstamt van de Fransen.
Het album begint met een serie foto’s en voorwerpen van de voorouders van de twee families, dan foto’s van Marge en Homer als kinderen, hun huwelijk en foto’s van Bart, Lisa en Maggie.

## Conflicten
In verschillende afleveringen uit de serie komen voorouders van de Simpsons en de Bouviers voor. Meestal klopt hun uiterlijk en gedrag met dat in het familiealbum, maar er zijn een paar tegenstrijdigheden. Dit komt vooral omdat het boek al in 1991 werd gepubliceerd. Zo staat in het boek Homer’s moeder vermeld als “Penelope Olsen”, terwijl inmiddels bekend is dat ze Mona heet. Ook de naam van Marge’s moeder klopte niet. Deze werd in het boek gegeven als “Ingrid Gurney”, en moet zijn Jacqueline.
Verre familieleden worden maar zelden gezien in de serie. De enige Simpsons en Bouviers naast Marge, Homer, Bart, Lisa en Maggie die geregeld in de serie opduiken zijn Abraham Simpson, Patty en Selma Bouvier, en af en toe Herb Powell en Mona Simpson.
Nieuwe familieleden die pas later in de serie werden getoond staan ook niet vernoemd in de stambomen. In de stamboom staat bijvoorbeeld wel Herb Powell vermeld als een tweede kind van Abraham Simpson, maar niet Abbie Simpson.

## Stambomen
Dit zijn, in versimpelde vorm, de twee stambomen zoals die in het boek vermeld staan:

### Simpson stamboom
|                |                |                |                |                |                |  |  |                  |                  |                  |                  |                  |                  |                |                |                 |                 |                 |                 |                 |                 |                 |                 | Sven J. Simpson | Sven J. Simpson | Sven J. Simpson | Sven J. Simpson | Sven J. Simpson   | Sven J. Simpson   |                   |                   | Claretta Ethridge    | Claretta Ethridge    | Claretta Ethridge    | Claretta Ethridge    | Claretta Ethridge        | Claretta Ethridge        |                          |                          |                           |                           |                           |                           |                           |                           |                   |                   |                    |                    |                    |                    |                    |                    |               |               |                  |                  |                  |                  |                  |                  |               |               |               |               |  |  |  |  |
|                |                |                |                |                |                |  |  |                  |                  |                  |                  |                  |                  |                |                |                 |                 |                 |                 |                 |                 |                 |                 | Sven J. Simpson | Sven J. Simpson | Sven J. Simpson | Sven J. Simpson | Sven J. Simpson   | Sven J. Simpson   |                   |                   | Claretta Ethridge    | Claretta Ethridge    | Claretta Ethridge    | Claretta Ethridge    | Claretta Ethridge        | Claretta Ethridge        |                          |                          |                           |                           |                           |                           |                           |                           |                   |                   |                    |                    |                    |                    |                    |                    |               |               |                  |                  |                  |                  |                  |                  |               |               |               |               |  |  |  |  |
|                |                |                |                |                |                |  |  |                  |                  |                  |                  |                  |                  |                |                |                 |                 |                 |                 |                 |                 |                 |                 |                 |                 |                 |                 |                   |                   |                   |                   |                      |                      |                      |                      |                          |                          |                          |                          |                           |                           |                           |                           |                           |                           |                   |                   |                    |                    |                    |                    |                    |                    |               |               |                  |                  |                  |                  |                  |                  |               |               |               |               |  |  |  |  |
|                |                |                |                |                |                |  |  |                  |                  |                  |                  |                  |                  |                |                |                 |                 |                 |                 |                 |                 |                 |                 |                 |                 |                 |                 |                   |                   |                   |                   |                      |                      |                      |                      |                          |                          |                          |                          |                           |                           |                           |                           |                           |                           |                   |                   |                    |                    |                    |                    |                    |                    |               |               |                  |                  |                  |                  |                  |                  |               |               |               |               |  |  |  |  |
|                |                |                |                |                |                |  |  |                  |                  |                  |                  |                  |                  |                |                |                 |                 |                 |                 | Lambert Simpson | Lambert Simpson | Lambert Simpson | Lambert Simpson | Lambert Simpson | Lambert Simpson |                 |                 | Rupert J. Simpson | Rupert J. Simpson | Rupert J. Simpson | Rupert J. Simpson | Rupert J. Simpson    | Rupert J. Simpson    |                      |                      | Winifred Running Goat    | Winifred Running Goat    | Winifred Running Goat    | Winifred Running Goat    | Winifred Running Goat     | Winifred Running Goat     |                           |                           |                           |                           |                   |                   |                    |                    |                    |                    |                    |                    |               |               |                  |                  |                  |                  |                  |                  |               |               |               |               |  |  |  |  |
|                |                |                |                |                |                |  |  |                  |                  |                  |                  |                  |                  |                |                |                 |                 |                 |                 | Lambert Simpson | Lambert Simpson | Lambert Simpson | Lambert Simpson | Lambert Simpson | Lambert Simpson |                 |                 | Rupert J. Simpson | Rupert J. Simpson | Rupert J. Simpson | Rupert J. Simpson | Rupert J. Simpson    | Rupert J. Simpson    |                      |                      | Winifred Running Goat    | Winifred Running Goat    | Winifred Running Goat    | Winifred Running Goat    | Winifred Running Goat     | Winifred Running Goat     |                           |                           |                           |                           |                   |                   |                    |                    |                    |                    |                    |                    |               |               |                  |                  |                  |                  |                  |                  |               |               |               |               |  |  |  |  |
|                |                |                |                |                |                |  |  |                  |                  |                  |                  |                  |                  |                |                |                 |                 |                 |                 |                 |                 |                 |                 |                 |                 |                 |                 |                   |                   |                   |                   |                      |                      |                      |                      |                          |                          |                          |                          |                           |                           |                           |                           |                           |                           |                   |                   |                    |                    |                    |                    |                    |                    |               |               |                  |                  |                  |                  |                  |                  |               |               |               |               |  |  |  |  |
|                |                |                |                |                |                |  |  |                  |                  |                  |                  |                  |                  |                |                |                 |                 |                 |                 |                 |                 |                 |                 |                 |                 |                 |                 |                   |                   |                   |                   |                      |                      |                      |                      |                          |                          |                          |                          |                           |                           |                           |                           |                           |                           |                   |                   |                    |                    |                    |                    |                    |                    |               |               |                  |                  |                  |                  |                  |                  |               |               |               |               |  |  |  |  |
| Trixie Simpson | Trixie Simpson | Trixie Simpson | Trixie Simpson | Trixie Simpson | Trixie Simpson |  |  | Prudence Simpson | Prudence Simpson | Prudence Simpson | Prudence Simpson | Prudence Simpson | Prudence Simpson |                |                | Galston Simpson | Galston Simpson | Galston Simpson | Galston Simpson | Galston Simpson | Galston Simpson |                 |                 | Ivy Simpson     | Ivy Simpson     | Ivy Simpson     | Ivy Simpson     | Ivy Simpson       | Ivy Simpson       |                   |                   | Garwood J. Simpson   | Garwood J. Simpson   | Garwood J. Simpson   | Garwood J. Simpson   | Garwood J. Simpson       | Garwood J. Simpson       |                          |                          | Clowta Stillman           | Clowta Stillman           | Clowta Stillman           | Clowta Stillman           | Clowta Stillman           | Clowta Stillman           |                   |                   |                    |                    |                    |                    |                    |                    |               |               |                  |                  |                  |                  |                  |                  |               |               |               |               |  |  |  |  |
| Trixie Simpson | Trixie Simpson | Trixie Simpson | Trixie Simpson | Trixie Simpson | Trixie Simpson |  |  | Prudence Simpson | Prudence Simpson | Prudence Simpson | Prudence Simpson | Prudence Simpson | Prudence Simpson |                |                | Galston Simpson | Galston Simpson | Galston Simpson | Galston Simpson | Galston Simpson | Galston Simpson |                 |                 | Ivy Simpson     | Ivy Simpson     | Ivy Simpson     | Ivy Simpson     | Ivy Simpson       | Ivy Simpson       |                   |                   | Garwood J. Simpson   | Garwood J. Simpson   | Garwood J. Simpson   | Garwood J. Simpson   | Garwood J. Simpson       | Garwood J. Simpson       |                          |                          | Clowta Stillman           | Clowta Stillman           | Clowta Stillman           | Clowta Stillman           | Clowta Stillman           | Clowta Stillman           |                   |                   |                    |                    |                    |                    |                    |                    |               |               |                  |                  |                  |                  |                  |                  |               |               |               |               |  |  |  |  |
|                |                |                |                |                |                |  |  |                  |                  |                  |                  |                  |                  |                |                |                 |                 |                 |                 |                 |                 |                 |                 |                 |                 |                 |                 |                   |                   |                   |                   |                      |                      |                      |                      |                          |                          |                          |                          |                           |                           |                           |                           |                           |                           |                   |                   |                    |                    |                    |                    |                    |                    |               |               |                  |                  |                  |                  |                  |                  |               |               |               |               |  |  |  |  |
|                |                |                |                |                |                |  |  |                  |                  |                  |                  |                  |                  |                |                |                 |                 |                 |                 |                 |                 |                 |                 |                 |                 |                 |                 |                   |                   |                   |                   |                      |                      |                      |                      |                          |                          |                          |                          |                           |                           |                           |                           |                           |                           |                   |                   |                    |                    |                    |                    |                    |                    |               |               |                  |                  |                  |                  |                  |                  |               |               |               |               |  |  |  |  |
|                |                |                |                |                |                |  |  |                  |                  |                  |                  |                  |                  |                |                |                 |                 |                 |                 |                 |                 |                 |                 |                 |                 |                 |                 | Gabby Crouse      | Gabby Crouse      | Gabby Crouse      | Gabby Crouse      | Gabby Crouse         | Gabby Crouse         |                      |                      | Howland J. Simpson       | Howland J. Simpson       | Howland J. Simpson       | Howland J. Simpson       | Howland J. Simpson        | Howland J. Simpson        |                           |                           | Zeke Simpson              | Zeke Simpson              | Zeke Simpson      | Zeke Simpson      | Zeke Simpson       | Zeke Simpson       |                    |                    | Pippa Simpson      | Pippa Simpson      | Pippa Simpson | Pippa Simpson | Pippa Simpson    | Pippa Simpson    |                  |                  | Floyd Simpson    | Floyd Simpson    | Floyd Simpson | Floyd Simpson | Floyd Simpson | Floyd Simpson |  |  |  |  |
|                |                |                |                |                |                |  |  |                  |                  |                  |                  |                  |                  |                |                |                 |                 |                 |                 |                 |                 |                 |                 |                 |                 |                 |                 | Gabby Crouse      | Gabby Crouse      | Gabby Crouse      | Gabby Crouse      | Gabby Crouse         | Gabby Crouse         |                      |                      | Howland J. Simpson       | Howland J. Simpson       | Howland J. Simpson       | Howland J. Simpson       | Howland J. Simpson        | Howland J. Simpson        |                           |                           | Zeke Simpson              | Zeke Simpson              | Zeke Simpson      | Zeke Simpson      | Zeke Simpson       | Zeke Simpson       |                    |                    | Pippa Simpson      | Pippa Simpson      | Pippa Simpson | Pippa Simpson | Pippa Simpson    | Pippa Simpson    |                  |                  | Floyd Simpson    | Floyd Simpson    | Floyd Simpson | Floyd Simpson | Floyd Simpson | Floyd Simpson |  |  |  |  |
|                |                |                |                |                |                |  |  |                  |                  |                  |                  |                  |                  |                |                |                 |                 |                 |                 |                 |                 |                 |                 |                 |                 |                 |                 |                   |                   |                   |                   |                      |                      |                      |                      |                          |                          |                          |                          |                           |                           |                           |                           |                           |                           |                   |                   |                    |                    |                    |                    |                    |                    |               |               |                  |                  |                  |                  |                  |                  |               |               |               |               |  |  |  |  |
|                |                |                |                |                |                |  |  |                  |                  |                  |                  |                  |                  |                |                |                 |                 |                 |                 |                 |                 |                 |                 |                 |                 |                 |                 |                   |                   |                   |                   |                      |                      |                      |                      |                          |                          |                          |                          |                           |                           |                           |                           |                           |                           |                   |                   |                    |                    |                    |                    |                    |                    |               |               |                  |                  |                  |                  |                  |                  |               |               |               |               |  |  |  |  |
| Lous Simpson   | Lous Simpson   | Lous Simpson   | Lous Simpson   | Lous Simpson   | Lous Simpson   |  |  | Dulcine Simpson  | Dulcine Simpson  | Dulcine Simpson  | Dulcine Simpson  | Dulcine Simpson  | Dulcine Simpson  |                |                | Hugo Simpson    | Hugo Simpson    | Hugo Simpson    | Hugo Simpson    | Hugo Simpson    | Hugo Simpson    |                 |                 | Gaston Simpson  | Gaston Simpson  | Gaston Simpson  | Gaston Simpson  | Gaston Simpson    | Gaston Simpson    |                   |                   | "Old Tut" J. Simpson | "Old Tut" J. Simpson | "Old Tut" J. Simpson | "Old Tut" J. Simpson | "Old Tut" J. Simpson     | "Old Tut" J. Simpson     |                          |                          | "Happy" Dinsdale          | "Happy" Dinsdale          | "Happy" Dinsdale          | "Happy" Dinsdale          | "Happy" Dinsdale          | "Happy" Dinsdale          |                   |                   |                    |                    |                    |                    |                    |                    |               |               |                  |                  |                  |                  |                  |                  |               |               |               |               |  |  |  |  |
| Lous Simpson   | Lous Simpson   | Lous Simpson   | Lous Simpson   | Lous Simpson   | Lous Simpson   |  |  | Dulcine Simpson  | Dulcine Simpson  | Dulcine Simpson  | Dulcine Simpson  | Dulcine Simpson  | Dulcine Simpson  |                |                | Hugo Simpson    | Hugo Simpson    | Hugo Simpson    | Hugo Simpson    | Hugo Simpson    | Hugo Simpson    |                 |                 | Gaston Simpson  | Gaston Simpson  | Gaston Simpson  | Gaston Simpson  | Gaston Simpson    | Gaston Simpson    |                   |                   | "Old Tut" J. Simpson | "Old Tut" J. Simpson | "Old Tut" J. Simpson | "Old Tut" J. Simpson | "Old Tut" J. Simpson     | "Old Tut" J. Simpson     |                          |                          | "Happy" Dinsdale          | "Happy" Dinsdale          | "Happy" Dinsdale          | "Happy" Dinsdale          | "Happy" Dinsdale          | "Happy" Dinsdale          |                   |                   |                    |                    |                    |                    |                    |                    |               |               |                  |                  |                  |                  |                  |                  |               |               |               |               |  |  |  |  |
|                |                |                |                |                |                |  |  |                  |                  |                  |                  |                  |                  |                |                |                 |                 |                 |                 |                 |                 |                 |                 |                 |                 |                 |                 |                   |                   |                   |                   |                      |                      |                      |                      |                          |                          |                          |                          |                           |                           |                           |                           |                           |                           |                   |                   |                    |                    |                    |                    |                    |                    |               |               |                  |                  |                  |                  |                  |                  |               |               |               |               |  |  |  |  |
|                |                |                |                |                |                |  |  |                  |                  |                  |                  |                  |                  |                |                |                 |                 |                 |                 |                 |                 |                 |                 |                 |                 |                 |                 |                   |                   |                   |                   |                      |                      |                      |                      |                          |                          |                          |                          |                           |                           |                           |                           |                           |                           |                   |                   |                    |                    |                    |                    |                    |                    |               |               |                  |                  |                  |                  |                  |                  |               |               |               |               |  |  |  |  |
|                |                |                |                |                |                |  |  |                  |                  |                  |                  | Twitta Simpson   | Twitta Simpson   | Twitta Simpson | Twitta Simpson | Twitta Simpson  | Twitta Simpson  |                 |                 | Elrita Simpson  | Elrita Simpson  | Elrita Simpson  | Elrita Simpson  | Elrita Simpson  | Elrita Simpson  |                 |                 | Bonita Simpson    | Bonita Simpson    | Bonita Simpson    | Bonita Simpson    | Bonita Simpson       | Bonita Simpson       |                      |                      | Orville J. Simpson       | Orville J. Simpson       | Orville J. Simpson       | Orville J. Simpson       | Orville J. Simpson        | Orville J. Simpson        |                           |                           | Yuma Hickman              | Yuma Hickman              | Yuma Hickman      | Yuma Hickman      | Yuma Hickman       | Yuma Hickman       |                    |                    |                    |                    |               |               |                  |                  |                  |                  |                  |                  |               |               |               |               |  |  |  |  |
|                |                |                |                |                |                |  |  |                  |                  |                  |                  | Twitta Simpson   | Twitta Simpson   | Twitta Simpson | Twitta Simpson | Twitta Simpson  | Twitta Simpson  |                 |                 | Elrita Simpson  | Elrita Simpson  | Elrita Simpson  | Elrita Simpson  | Elrita Simpson  | Elrita Simpson  |                 |                 | Bonita Simpson    | Bonita Simpson    | Bonita Simpson    | Bonita Simpson    | Bonita Simpson       | Bonita Simpson       |                      |                      | Orville J. Simpson       | Orville J. Simpson       | Orville J. Simpson       | Orville J. Simpson       | Orville J. Simpson        | Orville J. Simpson        |                           |                           | Yuma Hickman              | Yuma Hickman              | Yuma Hickman      | Yuma Hickman      | Yuma Hickman       | Yuma Hickman       |                    |                    |                    |                    |               |               |                  |                  |                  |                  |                  |                  |               |               |               |               |  |  |  |  |
|                |                |                |                |                |                |  |  |                  |                  |                  |                  |                  |                  |                |                |                 |                 |                 |                 |                 |                 |                 |                 |                 |                 |                 |                 |                   |                   |                   |                   |                      |                      |                      |                      |                          |                          |                          |                          |                           |                           |                           |                           |                           |                           |                   |                   |                    |                    |                    |                    |                    |                    |               |               |                  |                  |                  |                  |                  |                  |               |               |               |               |  |  |  |  |
|                |                |                |                |                |                |  |  |                  |                  |                  |                  |                  |                  |                |                | Edward Powell   | Edward Powell   | Edward Powell   | Edward Powell   | Edward Powell   | Edward Powell   |                 |                 | Mililani Osler  | Mililani Osler  | Mililani Osler  | Mililani Osler  | Mililani Osler    | Mililani Osler    |                   |                   | UNK                  | UNK                  | UNK                  | UNK                  | UNK                      | UNK                      |                          |                          | Abraham J. Simpson        | Abraham J. Simpson        | Abraham J. Simpson        | Abraham J. Simpson        | Abraham J. Simpson        | Abraham J. Simpson        |                   |                   | Mona J. Olsen      | Mona J. Olsen      | Mona J. Olsen      | Mona J. Olsen      | Mona J. Olsen      | Mona J. Olsen      |               |               |                  |                  |                  |                  |                  |                  |               |               |               |               |  |  |  |  |
|                |                |                |                |                |                |  |  |                  |                  |                  |                  |                  |                  |                |                | Edward Powell   | Edward Powell   | Edward Powell   | Edward Powell   | Edward Powell   | Edward Powell   |                 |                 | Mililani Osler  | Mililani Osler  | Mililani Osler  | Mililani Osler  | Mililani Osler    | Mililani Osler    |                   |                   | UNK                  | UNK                  | UNK                  | UNK                  | UNK                      | UNK                      |                          |                          | Abraham J. Simpson        | Abraham J. Simpson        | Abraham J. Simpson        | Abraham J. Simpson        | Abraham J. Simpson        | Abraham J. Simpson        |                   |                   | Mona J. Olsen      | Mona J. Olsen      | Mona J. Olsen      | Mona J. Olsen      | Mona J. Olsen      | Mona J. Olsen      |               |               |                  |                  |                  |                  |                  |                  |               |               |               |               |  |  |  |  |
|                |                |                |                |                |                |  |  |                  |                  |                  |                  |                  |                  |                |                |                 |                 |                 |                 |                 |                 |                 |                 |                 |                 |                 |                 |                   |                   |                   |                   |                      |                      |                      |                      |                          |                          |                          |                          |                           |                           |                           |                           |                           |                           |                   |                   |                    |                    |                    |                    |                    |                    |               |               |                  |                  |                  |                  |                  |                  |               |               |               |               |  |  |  |  |
|                |                |                |                |                |                |  |  |                  |                  |                  |                  |                  |                  |                |                |                 |                 |                 |                 |                 |                 |                 |                 |                 |                 |                 |                 |                   |                   |                   |                   |                      |                      |                      |                      |                          |                          |                          |                          |                           |                           |                           |                           |                           |                           |                   |                   |                    |                    |                    |                    |                    |                    |               |               |                  |                  |                  |                  |                  |                  |               |               |               |               |  |  |  |  |
|                |                |                |                |                |                |  |  |                  |                  |                  |                  | Coco Powell      | Coco Powell      | Coco Powell    | Coco Powell    | Coco Powell     | Coco Powell     |                 |                 | Wanda Powell    | Wanda Powell    | Wanda Powell    | Wanda Powell    | Wanda Powell    | Wanda Powell    |                 |                 | Carla Powell      | Carla Powell      | Carla Powell      | Carla Powell      | Carla Powell         | Carla Powell         |                      |                      | Herbert Powell (Adopted) | Herbert Powell (Adopted) | Herbert Powell (Adopted) | Herbert Powell (Adopted) | Herbert Powell (Adopted)  | Herbert Powell (Adopted)  |                           |                           | Homer Jay Simpson         | Homer Jay Simpson         | Homer Jay Simpson | Homer Jay Simpson | Homer Jay Simpson  | Homer Jay Simpson  |                    |                    | Marge Bouvier      | Marge Bouvier      | Marge Bouvier | Marge Bouvier | Marge Bouvier    | Marge Bouvier    |                  |                  |                  |                  |               |               |               |               |  |  |  |  |
|                |                |                |                |                |                |  |  |                  |                  |                  |                  | Coco Powell      | Coco Powell      | Coco Powell    | Coco Powell    | Coco Powell     | Coco Powell     |                 |                 | Wanda Powell    | Wanda Powell    | Wanda Powell    | Wanda Powell    | Wanda Powell    | Wanda Powell    |                 |                 | Carla Powell      | Carla Powell      | Carla Powell      | Carla Powell      | Carla Powell         | Carla Powell         |                      |                      | Herbert Powell (Adopted) | Herbert Powell (Adopted) | Herbert Powell (Adopted) | Herbert Powell (Adopted) | Herbert Powell (Adopted)  | Herbert Powell (Adopted)  |                           |                           | Homer Jay Simpson         | Homer Jay Simpson         | Homer Jay Simpson | Homer Jay Simpson | Homer Jay Simpson  | Homer Jay Simpson  |                    |                    | Marge Bouvier      | Marge Bouvier      | Marge Bouvier | Marge Bouvier | Marge Bouvier    | Marge Bouvier    |                  |                  |                  |                  |               |               |               |               |  |  |  |  |
|                |                |                |                |                |                |  |  |                  |                  |                  |                  |                  |                  |                |                |                 |                 |                 |                 |                 |                 |                 |                 |                 |                 |                 |                 |                   |                   |                   |                   |                      |                      |                      |                      |                          |                          |                          |                          |                           |                           |                           |                           |                           |                           |                   |                   |                    |                    |                    |                    |                    |                    |               |               |                  |                  |                  |                  |                  |                  |               |               |               |               |  |  |  |  |
|                |                |                |                |                |                |  |  |                  |                  |                  |                  |                  |                  |                |                |                 |                 |                 |                 |                 |                 |                 |                 |                 |                 |                 |                 |                   |                   |                   |                   |                      |                      |                      |                      |                          |                          |                          |                          |                           |                           |                           |                           |                           |                           |                   |                   |                    |                    |                    |                    |                    |                    |               |               |                  |                  |                  |                  |                  |                  |               |               |               |               |  |  |  |  |
|                |                |                |                |                |                |  |  |                  |                  |                  |                  |                  |                  |                |                |                 |                 |                 |                 |                 |                 |                 |                 |                 |                 |                 |                 |                   |                   |                   |                   |                      |                      |                      |                      |                          |                          |                          |                          | Bartholomew Jo-Jo Simpson | Bartholomew Jo-Jo Simpson | Bartholomew Jo-Jo Simpson | Bartholomew Jo-Jo Simpson | Bartholomew Jo-Jo Simpson | Bartholomew Jo-Jo Simpson |                   |                   | Lisa Marie Simpson | Lisa Marie Simpson | Lisa Marie Simpson | Lisa Marie Simpson | Lisa Marie Simpson | Lisa Marie Simpson |               |               | Margaret Simpson | Margaret Simpson | Margaret Simpson | Margaret Simpson | Margaret Simpson | Margaret Simpson |               |               |               |               |  |  |  |  |

### Stamboom
Homer Simpson · Marge Simpson · Bart Simpson · Lisa Simpson · Maggie Simpson · Abraham Simpson · Patty en Selma Bouvier · Jacqueline Bouvier · Mona Simpson · Santa's Little Helper · Snowball II · Familie Bouvier
Jasper Beardley · Comic Book Guy · Eddie en Lou · Maude Flanders · Ned Flanders · Professor Frink · Barney Gumble · Julius Hibbert · Lionel Hutz · Eerwaarde Lovejoy · Kapitein Horatio McCallister · Hans Moleman · Bleeding Gums Murphy · Apu Nahasapeemapetilon · Mayor Joe Quimby · Dr. Nick Riviera · Agnes Skinner · Cletus Spuckler · Squeaky Voiced Teen · Disco Stu · Moe Szyslak · Kirk Van Houten · Luann Van Houten · Chief Clancy Wiggum
Gary Chalmers · Rod en Todd Flanders · Jimbo Jones · Kearney · Edna Krabappel · Otto Mann · Nelson Muntz · Martin Prince · Seymour Skinner · Milhouse Van Houten · Ralph Wiggum · Groundskeeper Willie · andere studenten
Montgomery Burns · Carl Carlson · Lenny Leonard · Waylon Smithers
Itchy en Scratchy · Kent Brockman · Krusty de Clown · Troy McClure · Rainier Wolfcastle · Radioactive Man
Snake · Kang & Kodos · Sideshow Bob · Fat Tony
Treehouse of Horror
Bart vs. the World · Bart Simpson's Escape from Camp Deadly · The Simpsons Arcadespel · Bart vs. the Space Mutants · Bart's House of Weirdness ·Bart vs. The Juggernauts · Krusty's Fun House · Bartman Meets Radioactive Man · Bart's Nightmare · The Itchy and Scratchy Game · Virtual Bart · Bart and the Beanstalk · Itchy & Scratchy in Miniature Golf Madness · Cartoon Studio · Virtual Springfield · Night of the Living Treehouse of Horror · Bowling · Wrestling · Road Rage · Skateboarding · Hit & Run · The Simpsons Game · The Simpsons: Tapped Out
The Simpsons · The Simpsons Pinball Party
Strips: Simpsons Comics · Bart Simpson serie · Itchy & Scratchy Comics · Bart Simpson's Treehouse of Horror · Futurama/Simpsons Infinitely Secret Crossover Crisis
Tijdschrift: Simpsons Illustrated
Boeken: Bart Simpson's Guide to Life · Family Album · Library of Wisdom · Complete Guides · Planet Simpson · The Simpsons and Philosophy
Actiefiguurtjes: World of Springfield
The Simpsons Movie
Bankgrap ·
Canyonero · 
D'oh! · 
Duff Beer · 
Schoolbordgrap · 